# SN 1962M
SN 1962M – supernowa typu II-P odkryta 4 grudnia 1962 roku w galaktyce NGC 1313. W momencie odkrycia miała maksymalną jasność 11,70m.